# Cuerpo ciclotómico
En teoría de números, un cuerpo ciclotómico es un cuerpo numérico que se obtiene al adjuntar una raíz primitiva de la unidad compleja a Q, el cuerpo de los números racionales. El n-ésimo cuerpo ciclotómico Q(ζn) (con n > 2) es obtenido mediante la  adjunción de una n-ésima raíz primitiva de la unidad ζn a los números racionales.
Los cuerpos ciclotómicos jugaron un papel crucial en el desarrollo del álgebra moderna y en teoría de números, debido a su relación con el último teorema de Fermat. Fue en el proceso de amplias investigaciones sobre la aritmética de esos cuerpos (para números primos n)– y más precisamente, el porqué del fallo de la factorización única en sus respectivos anillos de enteros – que Ernst Kummer introdujo por primera vez el concepto de un número ideal y demostró sus famosas congruencias de Kummer.

## Propiedades
Un cuerpo ciclotómico es el cuerpo de descomposición del polinomio 
xn − 1
y más aún, es una extensión de Galois del cuerpo de los números racionales. El grado de la extensión 
[Q(ζn):Q]
viene dado por φ(n) donde φ es la función φ de Euler. Un completo conjunto de conjugados de Galois viene dado por { (ζn)a }, donde a puede tomar valores sobre el conjunto de residuos inversos módulo n (dado que a es primo relativo con n). El grupo de Galois es naturalmente isomorfo al grupo multiplicativo
(Z/nZ)×
de residuos invertibles módulo n, y este actúa sobre las n-ésimas raíces primitivas de la unidad mediante la fórmula
b: (ζn)a → (ζn)ab.

## Relación con polígonos regulares
Carl Friedrich Gauss hizo las primeras incursiones en la teoría de cuerpos ciclotómicos, en conexión con el problema geométrico de la construcción de un polígono regular de n lados con regla y compás. Su sorprendente resultado, que escapaba a de sus predecesores fue que el heptadecágono regular (con 17 lados) puede ser construido. Más generalmente, si p es un número primo, entonces un polígono regular con p lados puede ser construido si y solo si p es un número primo de Fermat. El problema geométrico para un polígono general con n lados puede ser reducido a la siguiente cuestión en teoría de Galois: ¿puede el n-ésimo cuerpo ciclotómico ser construido como una secuencia de extensiones cuadráticas?

## Relación con el último teorema de Fermat
Un acercamiento natural para demostrar el teorema consiste en los factores de la forma binomial xn + yn,
donde n es un entero impar, que aparece en el primer miembro de la ecuación de Fermat 
xn + yn = zn
como sigue:
xn + yn = (x + y) (x + ζy) ... (x + ζn−1y).
Aquí x e y son enteros ordinarios, y donde los factores son enteros algebraicos en el cuerpo ciclotómico Q(ζn). Si la factorización única de enteros algebraicos fuese correcta, entonces esto podría haber sido usado para demostrar la no existencia de soluciones no triviales en la ecuación de Fermat.
Varios intentos de abordar el teorema de Fermat proceden de este método, y demostraciones como la de Fermat para n = 4 y la demostración de Euler para n = 3 pueden ser replanteadas en estos términos. Desafortunadamente, la factorización única falla en general – por ejemplo, para n = 23 – pero Kummer encontró una forma de evitar esta dificultad. Él introdujo un reemplazo para los números primos en el cuerpo ciclotómico Q(ζp), expresó el fallo de la factorización única cuantitativamente vía el número de clase hp y demostró que si hp no es divisible por p (tales números p son llamados primos regulares) entonces el teorema de Fermat es cierto para el exponente n = p. Más aún, proporcionó un criterio para determinar cuales de los primos eran regulares y usarlo así, para demostrar el teorema de Fermat para todos los exponentes primos p menores que 100, con la excepción de los primos irregulares 37, 59, y 67. El trabajo de Kummer sobre las congruencias para los números de classes en los cuerpos ciclotómicos fueron generalizadas en el siglo veinte por Iwasawa en la teoría de Iwasawa y por Kubota y Leopoldt en su teoría de las funciones zeta p-ádicas.